# Frontera entre les Comores i França
La frontera entre les Comores i França és una frontera marítima internacional que separa França (illa de Mayotte) i Comores a l'oceà Índic.
Encara que no s'ha signat cap acord per delimitar les zones marítimes sota sobirania d'ambdós estats; a més, la Unió de les Comores no reconeix la sobirania de França sobre Mayotte i la reivindica.
Després de l'1 de gener de 2014 i l'adhesió de Mayotte a la Unió Europea (a conseqüència del seu canvi d'estatut de PTOM a regió ultraperifèrica com a part de la seva departamentalització), aquesta frontera també constitueix la frontera entre la Unió Europea i les Comores.